# Enes Yiğit
Enes Yiğit (Enschede, 23 april 1991) is een Turks-Nederlandse politicus van DENK. Van 16 juni 2022 tot 20 augustus 2023 was hij wethouder van Rotterdam met de portefeuille armoedebestrijding, schuldhulpverlening en taal.

## Opleiding
Yiğit studeerde tussen 2011 en 2012 Culturele Maatschappelijke Vorming aan de Hogeschool Inholland. Na het behalen van zijn propedeuse, begon hij zijn studie Sociologie aan de Erasmus Universiteit Rotterdam, die hij in 2015 succesvol afrondde. Hij vervolgde zijn studie met een Master Arbeid, Organisatie & Management aan diezelfde universiteit en rondde die eveneens succesvol af.

## Politieke loopbaan
Tot 2014 was Yiğit actief voor de PvdA. Omdat hij het onder andere niet eens was met het integratiebeleid van toenmalig PvdA-minister Lodewijk Asscher, verliet hij de partij.
In januari 2015 ging hij aan de slag bij als beleidsmedewerker bij de Tweede Kamerfractie van DENK, waar hij tot en met 2020 bleef. Hij was voorzitter van de jongerenafdeling Oppositie en werd door NRC geduid als degene die publiciteitsstunts en agressieve tactieken op de sociale media aanstuurde.
In 2018 en 2022 werd hij verkozen in de gemeenteraad van Rotterdam, onder andere vanwege een grote hoeveelheid voorkeursstemmen. Tussen 2020 en 2022 was Yiğit werkzaam als senior beleidsmedewerker bij het ministerie van Buitenlandse Zaken.

### Wethouder
Na de Nederlandse gemeenteraadsverkiezingen in 2022 bereikten DENK een coalitieakkoord met D66, Leefbaar Rotterdam en de VVD een coalitieakkoord. Als gevolg hiervan werd Yiğit samen met collega-raadslid Faouzi Achbar de eerste wethouder namens DENK in de geschiedenis van de partij. Yiğit werd op 16 juni 2022 benoemd als wethouder van Armoedebestrijding, Schuldhulpverlening en Taal. Nadat hij in de raad zich onder andere had afgezet tegen het gebruik van dienstauto's, gaf hij aan dat hij als wethouder gebruik ging maken van de fiets en het openbaar vervoer.

Op 20 augustus 2023 trad hij onverwacht af naar aanleiding van ‘zware klachten’ over zijn functioneren. Naar eigen zeggen ontmoette hij 'disproportioneel veel weerstand' in zijn wethouderschap. Hij "wilde niks, wist niks en deed niks" kopte De Telegraaf. Anderen oordelen positiever en stellen dat het onverstandig was het armoedebeleid te beleggen bij één wethouder met een klein budget, terwijl Rotterdam behoefte heeft aan een college-breed gedragen armoedebeleid.